# Incurvaria ploessli
Incurvaria ploessli is een vlinder uit de familie witvlekmotten (Incurvariidae). De wetenschappelijke naam is voor het eerst geldig gepubliceerd in 1993 door Huemer.
De soort komt voor in Europa.